# Regnbue
En regnbue er et optisk fænomen; en "lyseffekt", som skabes på himlen, når lys fra Solen rammer små vanddråber i luften, f.eks. faldende regn. Sådanne svævende vanddråber har facon omtrent som en kugle – jo mindre de er, desto mere perfekt kugleform har de. Disse kuglerunde dråber bryder, eller "afbøjer" lyset på samme måde som et optisk prisme ved en proces, der kaldes refraktion. Og derudover opfører indersiden af dråbernes overflader sig til en vis grad som små spejle, (et fænomen der kaldes for intern refleksion), der kaster lyset tilbage i nogenlunde den retning, det kom fra – det er derfor, man altid ser regnbuer i retningen direkte væk fra solen.
Lys kan beskrives som et bølgefænomen, og "hvidt" lys, som det Solen udsender, består af lysbølger med forskellige længder. Det brydes, eller afbøjes, i forskellige vinkler afhængigt af bølgelængden (se optisk dispersion), så selv om solstrålerne ankommer omtrent parallelle, sender dråberne de forskellige bølgelængder tilbage i forskellige retninger.
Lysets bølgelængder svarer til det, vi oplever som farver: røde farver har de længste bølgelængder, mens blå og violet svarer til de korteste. Ind imellem kommer den rækkefølge af farver, som kendes fra netop regnbuen:
|     |        |     |      |        |     |        |        |
| Rød | orange | gul | grøn | turkis | blå | indigo | violet |

## Primære og sekundære regnbuer
Lyset kan brydes på to forskellige måder, og dette er grunden til, at man ind imellem ser to regnbuer sammen: En lille og tydelig, kaldet den primære regnbue, og en lidt større, men mindre tydelig, såkaldt sekundær regnbue.
På den nederste tegning i illustrationen til højre ses en observatør (9), som ser ind i en zone af atmosfæren (12) der "bærer" på utallige, bittesmå og derfor kugleformede vanddråber. Sollyset (6) træffer vanddråberne, som bryder det hvide sollys op i farver og sender lys i forskellige farver ud i lidt forskellige retninger.

### Den primære regnbue
De dråber, der befinder sig ved (10) på tegningen, bidrager til at skabe det, som observatøren ser som den primære regnbue (3) – det sker ved, at lyset brydes som vist ved (7): Når den hvide solstråle (6) strejfer dråben (1), brydes lyset (4), så farverne spredes ud. I den modsatte side af dråben (2) kastes en del af lyset tilbage som følge af intern refleksion. Når lyset atter forlader dråben, brydes det én gang til, så farverne skilles yderligere fra hinanden.
I den primære regnbue ses den røde farve yderst i buen og de blå og violette farver inderst. Vinklen mellem den retning, den hvide solstråle ankommer i, og de vinkler de forskellige farver stråler ud af dråben, varierer mellem 40,6 grader (for blåt og violet lys) og 42,3 grader (for rødt).

### Den sekundære regnbue
Den lidt større, men til gengæld mindre tydelige sekundære regnbue skabes, fordi lyset også kan tage den rute gennem dråben, som er vist ved (8): lyset fra solen (6) strejfer dråben (1) i en anden vinkel, og igen brydes strålen ved (4), så farverne skilles ad. Denne gang rammer strålen dråbens inderside to gange; de steder, der er markeret med (2), inden den igen forlader dråben og bliver brudt én gang til, så farverne spredes yderligere.
Når lyset spejles i dråbens inderside ved intern refleksion, vil en vis del af det forlade dråben "i utide". Det lys, der danner den sekundære regnbue, har været igennem to sådanne "spejlninger" (hvor lyset til den primære regnbue kun spejles en enkelt gang), og det er forklaringen på, at den sekundære bue er mindre tydelig end den primære.
Vinklen mellem sollyset og det lys, der danner den sekundære regnbue, varierer mellem 50,7 grader for den røde inderside og 53,6 grader for den blå/violette yderkant.
Bemærk, at der er større forskel på vinklerne for hhv. rødt og blåt/violet lys i den sekundære regnbue (2,9 grader) end hos den primære (1,7 grader) – det forklarer, hvorfor den sekundære regnbue er bredere end den primære.

### "Flerdobbelte" regnbuer
Hvis vanddråberne har små og temmelig ensartede størrelser, kan man lige indenfor den primære regnbue se nogle svage, "ekstra regnbuer": Dette skyldes diffraktion; i visse retninger "mødes" lysbølgerne mens de er "i takt" (fase) så de adderes til en kraftigere lysbølge, mens bølgerne i andre vinkler mødes "i modtakt" (modfase), sådan at de "udslukker" hinanden.
Disse "flerdobbelte" regnbuer var et af de første tegn på at lys er et bølgefænomen. Thomas Young leverede den første forklaring på fænomenet i 1804.

### Hoppende regnbue
Under tordenvejr kan udladningen fra et lyn kortvarigt ændre formen på de regndråber, som danner regnbuen, så dennes placering på himlen ændres. Det ser ud, som om regnbuen foretager et kortvarigt hop til en anden position. 

### Alexanders mørke bånd
Alexanders mørke bånd er et optisk fænomen relateret til regnbuer. Hvis både den primære og sekundære regnbue er synlig, vil man af og til se et mørkt område mellem de to regnbuer og dette område kaldes Alexanders mørke bånd.
Alexanders mørke bånd er opkaldt efter Alexander af Aphrodisias (år 200), som var den første, der beskrev det mørke område.

## Regnbuer om natten
Under sjældne omstændigheder kan man på nætter med meget "måneskin" opleve at lyset der reflekteres på Månen kan danne en primær regnbue der lige netop er tydelig nok til at kunne ses. Dog er lyset fra sådanne regnbuer så svagt, at det menneskelige øje ikke kan skelne farverne — af den grund opfattes en natlig regnbue som grå nuancer i lag.

## Tågebue
Tågebue er et optisk fænomen som fremkommer når solens lys brudes i en tåge. Til forskel for regnbue er tågebuen hvid. At tågebuen er hvid skyldes tågens vanddråber er meget små. Dråberne i tågen er så små, at farverne ikke fremkommer på samme klare måde som i en regnbue. Da de brudte farver overlapper hinanden og det samlede lys, som bliver reflekteret tilbage til iagttageren, fremstår som hvid. Derfor fremtræder lyset i buen som værende en kombination af alle farver - og fremtræder derfor nemlig hvid.

## Violet forsvinder fra fotos
På fotografier af regnbuer er det ikke altid til at se, at den blå farve "ender med" at skifte over i violet: det skyldes, at vores øjne kan "forveksle" nogle af de allerkorteste lysbølger (dem vi ser som violette) med nogle af de længste (de røde). Dette giver – i vore øjne – de korteste, synlige lysbølger et "rødt skær" oven i noget vi korrekt opfatter som blåt, og resultatet er, at vi ser de allerkorteste lysbølger som "blå med lidt rødt i", altså violet.
Kemikalierne i en fotografisk film opfatter ikke farverne helt på samme måde som øjet, så på et fotografi af en regnbue "forsvinder" den violette farve – den del af regnbuen bliver blot en del af en ekstra bred, blå kant. Se også gamut og synssans.

## Kulturel betydning
Regnbuer regnes i mange kulturer for lykkebringende. 
I traditionel irsk folketro kan man for enden af regnbuen finde en guldskat. 
I Det gamle testamente optræder regnbuen i afslutningen af Noa-historien, hvor Gud efter syndfloden lover aldrig mere at udrydde alt levende med vandfloden og som tegn på dette løfte sætter regnbuen på himlen som påmindelse (1. Mosebog 9, 12-17).
I nordisk mytologi opfattes regnbuen, Bifrost, som en bro, der går fra Midgård, menneskenes verden, til Asgård, hvor guderne har hjemme. 
Derudover bruges regnbuer som et symbol på mangfoldighed. Især den homoseksuelle, biseksuelle og transseksuelle verden har taget regnbuen til sig og bruger den under gaypride-parader over hele verden.